# Liste des épisodes de Space Dandy
Cet article est un complément de l’article sur l'anime Space Dandy présentant la liste des épisodes, répartis en deux saisons. On peut remarquer que chaque titre français d'épisode se termine par baby.

## Saison 1
| No | Titre français                                    | Titre japonais                       | Titre japonais                             | Date de 1re diffusion |
| No | Titre français                                    | Kanji                                | Rōmaji                                     | Date de 1re diffusion |
| -- | ------------------------------------------------- | ------------------------------------ | ------------------------------------------ | --------------------- |
| 1  | Va où le courant te mène, baby                    | 流れ流されて生きるじゃんよ           | Nagare Nagasarete Ikiru Jan yo             | 5 janvier 2014        |
| 2  | À la recherche du ramen fantôme de l'espace, baby | 幻の宇宙ラーメンを探すじゃんよ       | Maboroshi no Uchū Rāmen o Sagasu Jan yo    | 12 janvier 2014       |
| 3  | Parfois, même l'arnaqueur est arnaqué, baby       | 騙し騙される事もあるじゃんよ         | Damashi Damasareru Koto mo Aru Jan yo      | 19 janvier 2014       |
| 4  | Parfois, mourir n'est pas vivable, baby           | 死んでも死にきれない時もあるじゃんよ | Shinde mo Shini Kirenai Toki mo Aru Jan yo | 26 janvier 2014       |
| 5  | Mieux vaut être bien accompagné que seul, baby    | 旅は道連れ宇宙は情けじゃんよ         | Tabi wa Michizure Uchū wa Nasake Jan yo    | 2 février 2014        |
| 6  | La guerre des caleçons et des boléros, baby       | パンツとチョッキの戦争じゃんよ       | Pantsu to Chokki no Sensō Jan yo           | 9 février 2014        |
| 7  | Une course de l'espace, c'est dangerous, baby     | 宇宙レースはデンジャラスじゃんよ     | Uchū Rēsu wa Denjarasu Jan yo              | 16 février 2014       |
| 8  | La planète au clébard solitaire, baby             | 一人ぼっちのワンコ星じゃんよ         | Hitoribotchi no Wankoboshi Jan yo          | 23 février 2014       |
| 9  | Les plantes sont aussi des êtres vivants, baby    | 植物だって生きてるじゃんよ           | Shokubutsu Datte Ikiteru Jan yo            | 2 mars 2014           |
| 10 | Demain est un autre jour, baby                    | 明日はきっとトゥモローじゃんよ       | Ashita wa Kitto Tumorō Jan yo              | 9 mars 2014           |
| 11 | Je ne me souviendrai jamais de toi, baby          | お前をネバー思い出せないじゃんよ     | Omae o Nebā Omoidasenai Jan yo             | 16 mars 2014          |
| 12 | Personne ne connaît l'alien caméléon, baby        | 誰も知らないカメレオン星人じゃんよ   | Dare mo Shiranai Kamereon-seijin Jan yo    | 23 mars 2014          |
| 13 | Même les aspirateurs tombent amoureux, baby       | 掃除機だって恋するじゃんよ           | Sōjiki Datte Koisuru Jan yo                | 26 mars 2014          |

## Saison 2
| No | Titre français                                       | Titre japonais                     | Titre japonais                           | Date de 1re diffusion |
| No | Titre français                                       | Kanji                              | Rōmaji                                   | Date de 1re diffusion |
| -- | ---------------------------------------------------- | ---------------------------------- | ---------------------------------------- | --------------------- |
| 14 | Je ne peux pas être le seul, baby                    | オンリーワンになれないじゃんよ     | Onrī Wan ni Narenai Jan yo               | 6 juillet 2014        |
| 15 | Il y a de la musique dans les ténèbres, baby         | 闇には闇の音色があるじゃんよ       | Yami ni wa Yami no Onshoku ga Aru Jan yo | 13 juillet 2014       |
| 16 | Rien ne sert de courir, il faut partir à point, baby | 急がば回るのがオレじゃんよ         | Isogabamawaru no ga Ore Jan yo           | 20 juillet 2014       |
| 17 | Le nouvel élève, c'est Dandy, baby                   | 転校生はダンディじゃんよ           | Tenkōsei wa Dandi Jan yo                 | 27 juillet 2014       |
| 18 | Le big fish est énorme, baby                         | ビッグフィッシュはでっかいじゃんよ | Biggu Fisshu wa Dekkai Jan yo            | 3 août 2014           |
| 19 | Le galant gentleman de l'espace, baby                | 宇宙紳士はジェントルマンじゃんよ   | Uchū Shinshi wa Jentoruman Jan yo        | 10 août 2014          |
| 20 | Rock 'n' Roll Dandy, baby                            | ロックンロール☆ダンディじゃんよ    | Rokkunrōru ☆ Dandi Jan yo                | 17 août 2014          |
| 21 | Un monde sans tristesse, baby                        | 悲しみのない世界じゃんよ           | Kanashimi no Nai Sekai Jan yo            | 24 août 2014          |
| 22 | On est tous fous, alors dansons, baby                | 同じバカなら踊らにゃ損じゃんよ     | Onaji Baka nara Odoranya Son Jan yo      | 31 août 2014          |
| 23 | Les amoureux, c'est branché, baby                    | 恋人たちはトレンディじゃんよ       | Koibito-tachi wa Torendi Jan yo          | 7 septembre 2014      |
| 24 | Un conte d'une autre dimension, baby                 | 次元の違う話じゃんよ               | Jigen no Chigaugatari Jan yo             | 14 septembre 2014     |
| 25 | Dandy au tribunal, baby                              | 裁かれるのはダンディじゃんよ       | Sabakareru no wa Dandi Jan yo            | 21 septembre 2014     |
| 26 | Never-ending Dandy, baby                             | ネバーエンディングダンディじゃんよ | Nebāendingu Dandi Jan yo                 | 24 septembre 2014     |